# Kipkemboy Kimeli
Kipkemboy Kimeli (Kenia, 30 de noviembre de 1966-6 de febrero de 2010) fue un atleta keniano, especializado en la prueba de 10000 m en la que llegó a ser medallista de bronce olímpico en 1988.

## Carrera deportiva
En los JJ. OO. de Seúl 1988 ganó la medalla de bronce en los 10000 metros, con un tiempo de 27:25.26 segundos, llegando a meta tras el marraquí Brahim Boutayeb que batió el récord olímpico, y el italiano Salvatore Antibo.